# أبو فراس الحمداني (إعلامي)
أبو فراس الحمداني، سياسي عراقي  قيادي في حركة الإرادة  محلل سياسي وإعلامي ومذيع تلفزيوني سابق.

## السيرة الذاتية
الحمداني (مواليد بغداد 1974) سياسي عراقي، دخل الانتخابات العراقية كمرشح عن حركة الإرادة وهو عضو قيادي في حركة الإرادة. كما كان إعلاميًا ومقدمًا تلفزيونيًا لقناة الرشيد الفضائية 

## المناصب
- عضو حركة إرادة ممثل محافظة بغداد.
- محلل سياسي وإعلامي ومذيع تلفزيوني سابق.

## اعتقاله
اعتقلت السلطات القطرية الإعلامي العراقي ومقدم البرنامج في قناة الرشيد الفضائية أبو فراس الحمداني بعد انتهاء برنامج تلفزيوني بثته قناة الجزيرة، استضافت فيه مرشحة «الكرامة» «ناجح الميزان»، التي قامت بذلك. ولم يفز في الانتخابات النيابية الأخيرة التي أجريت في 30 أبريل. كانت حلقة برنامج قناة الجزيرة «الاتجاه المعاكس» التي قدمها الصحفي فيصل القاسم حجة لفظية حادة تطورت إلى صدام بالأيدي. وركزت الحلقة على «الوضع الأمني في العراق ومعركة الجيش العراقي مع قطاع الطرق». الحمداني اصطف إلى جانب القوات الأمنية مما تسبب في اشتباكات بيديه.